# Новомиколаївка (Лозівський район)
Новомикола́ївка — село в Україні, у Близнюківській селищній громаді Лозівського району Харківської області. Населення становить 89 осіб. До 2020 орган місцевого самоврядування — Новоукраїнська сільська рада.

## Географія
Село Новомиколаївка знаходиться за 3 км від села Новоукраїнка. По селу протікає пересихаючий струмок на якому зроблено загату.

## Історія
1890 - дата заснування.
12 червня 2020 року, відповідно до Розпорядження Кабінету Міністрів України № 725-р «Про визначення адміністративних центрів та затвердження територій територіальних громад Харківської області», увійшло до складу Близнюківської селищної громади.
19 липня 2020 року, в результаті адміністративно-територіальної реформи та ліквідації Близнюківського району, увійшло до складу Лозівського району Харківської області.

## Екологія
За 1,5 км від села проходить аміакопровід.